# Roger Vandooren

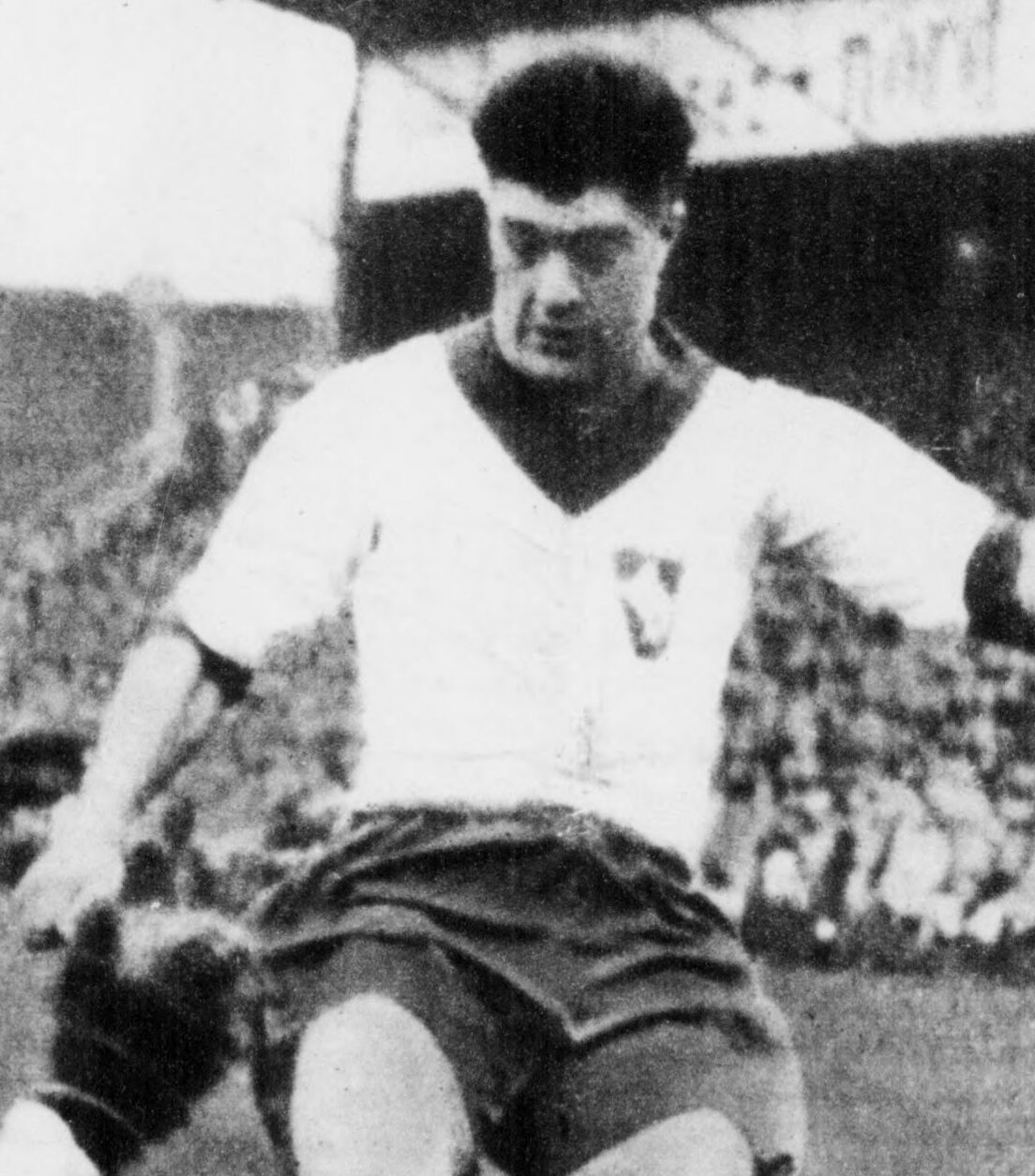
Roger Vandooren (1946)

Roger Vandooren (* 27. April 1923 in Choisy-le-Roi, Département Val-de-Marne; † 31. März 1998 in Carpentras) war ein französischer Fußballspieler und -trainer.

## Vereinskarriere
Der meist in der Sturmmitte, des Öfteren auch auf Rechtsaußen oder Halbrechts aufgestellte Roger Vandooren, ein weitläufiger Verwandter des Fußballers Jules Vandooren, war schnell, torgefährlich, aber in seinen Leistungen nicht immer konstant. Der Kuchenliebhaber galt als „Bruder Leichtfuß“. In Lille arbeitete er nach dem Krieg in einer Lokomotivenfabrik, um nicht als Besatzungssoldat nach Deutschland zu müssen. Gegen Bezahlung spielte er erstmals in der Saison 1943/44, als in Frankreich Regionalauswahlteams anstelle der Vereinsmannschaften antreten mussten, für die Équipe Fédérale Paris-Île-de-France. Nach diesem Jahr wechselte er zu Lille Olympique SC, und dort hatte er in den folgenden sechs Jahren seine erfolgreichste Zeit mit einem Meistertitel in der Division 1 und drei Pokalsiegen; 1946 gewann er zudem den Doublé. Außerdem wurde er zum Nationalspieler (siehe unten). Die Liller Mannschaft jener Jahre, in der Vandooren mit zahlreichen Größen wie Julien Darui, Jean Baratte, René Bihel, François Bourbotte, Marceau Somerlinck, Joseph Jadrejak, Jacques Grimonpon, Jean Lechantre, Boleslaw Tempowski, André Strappe und Cor van der Hart zusammenspielte, gehört bis heute zu den legendären Vereinsteams des französischen Fußballs.
Mit dem LOSC stand Vandooren sogar fünfmal nacheinander im französischen Pokalfinale; allerdings verlor er davon das erste (1945 mit 0:3) und das letzte (1949 mit 2:5), beide Male gegen Racing Paris. In den drei dazwischenliegenden Endspielen erzielte der Stürmer vier Treffer: 1946 zum 3:1 und 4:2 gegen Red Star (Endstand 4:2), 1947 zum 1:0 beim 2:0 gegen Racing Strasbourg und 1948 zum 1:0 gegen den großen Nord-Rivalen Racing Lens (Endstand 3:2). Sein Führungstor gegen Strasbourg nach 29 Spielsekunden ist das bis heute schnellste in der 90-jährigen Geschichte des Wettbewerbs, und gemeinsam mit Jules Dewaquez und Emmanuel Aznar führt Vandooren auch die Statistik der erfolgreichsten Endspieltorschützen an. Nach dem 1947er Finale sorgte er für einen kleinen Eklat, als er, statt an der Mannschaftsfeier teilzunehmen, lieber mit einigen Jugendfreunden um die Ecken von Paris zog. Um eine Vereinsstrafe kam er nur deshalb herum, weil der Rest des Liller Kaders sich gleichfalls beim autokratischen Präsidenten Louis Henno (häufig als „Louis XIX.“ verspottet) unbeliebt gemacht hatte, indem sich die Spieler beim Bankett weigerten, das von Henno angestimmte Vereinslied mitzusingen.
Ab 1950 entwickelte er sich zu einem regelrechten „Wandervogel“, den es mit einer Ausnahme stets nur ein Jahr lang bei seinem jeweiligen Verein hielt: das galt für CO Roubaix-Tourcoing, AS Monaco Olympique Marseille, Le Havre AC und Red Star. Lediglich bei Stade Français in seiner Heimatregion blieb er zwei Spielzeiten, davon eine sogar in der zweiten Division. Außerdem soll er auch noch bei OGC Nizza und SCO Angers gespielt haben; es ist aus den vorhandenen Quellen aber nicht ersichtlich, wann das gewesen sein könnte. All diesen Stationen gemeinsam war, dass er dort nur noch mäßig erfolgreich abschnitt: über einen neunten Platz in der Abschlusstabelle der Division 1 kam er mit keinem seiner Vereine hinaus, mehrfach spielte er in der zweiten Liga und im Pokalwettbewerb war bei jedem dieser Klubs spätestens im Viertelfinale Schluss.
Seinem Einkommen hatte dies allerdings nicht geschadet, wie in Vandoorens Fall sehr exakt belegt ist. In seiner sportlich erfolgreichsten Zeit (1949 bei Lille OSC) verdiente er etwa sechsmal so viel wie ein Facharbeiter; bei jedem Vereinswechsel konnte er höhere Bezüge aushandeln, und er scheint dabei sehr erfolgreich gewesen zu sein, wobei er sich das damals geltende Höchsteinkünftesystem des Fußballverbands zunutze machte. So gab es bei Monaco besonders hohe Siegprämien, bei Marseille dafür ein besonders hohes Fixum, das alleine schon um ein Drittel über seinen Gesamteinkünften in Lille lag. Ein dermaßen teurer Spieler bei gleichzeitig ausbleibendem sportlichem Erfolg führte dazu, dass die Vereinspräsidenten in der Regel nicht zögerten, Roger Vandooren zum Saisonende die erforderliche Freigabe zu erteilen.
Im Anschluss an seine aktive Karriere ließ er sich dauerhaft im Département Vaucluse nieder, wo er viele Jahre lang Olympique Avignonais trainierte – anfangs noch als Spielertrainer – und zusammen mit seiner Frau zunächst ein Bar-Tabac, anschließend ein Ladengeschäft betrieb. Dort starb er im März 1998, kurz vor seinem 75. Geburtstag.

### Stationen
- SC Choisy-le-Roi
- Équipe Fédérale Paris-Île-de-France (1943/44)
- Lille Olympique SC (1944–1950)
- Club Olympique Roubaix-Tourcoing (1950/51)
- Stade Français Paris (1951–1953, davon 1951/52 in D2)
- Association Sportive de Monaco (1953/54)
- Olympique de Marseille (1954/55)
- Le Havre Athletic Club (1955/56, in D2)
- Red Star Olympique Audonien (1956/57, in D2)
- (nicht gesichert) Sporting Club de l'Ouest Angers
- (nicht gesichert) Olympique Gymnaste Club de Nice
- Olympique Avignonais (als langjähriger Spielertrainer bzw. Trainer)

## In der Nationalmannschaft
Roger Vandooren war B- und viermal auch A-Nationalspieler in der französischen Nationalmannschaft. Sein erstes A-Länderspiel im Juni 1949 endete mit einem 4:2 gegen die Schweiz. Daraufhin wurde er auch in beiden Qualifikationspartien zur Weltmeisterschaft 1950 gegen Jugoslawien eingesetzt, nicht jedoch im dann mit 2:3 n. V. verlorenen Entscheidungsspiel gegen die Elf vom Balkan. Erst im Februar 1951 wurde er nochmals berufen – zum dritten Mal gegen die Jugoslawen, diesmal in einem Freundschaftsspiel –, aber trotz des 2:1-Sieges blieb dies sein letzter Einsatz im blauen Nationaltrikot. Ein Treffer war ihm in diesem Kreis nicht gelungen.

## Palmarès
- Französischer Meister: 1946 (und Vizemeister 1948, 1949, 1950)
- Französischer Pokalsieger: 1946, 1947, 1948 (und Finalist 1945, 1949)
- 4 A-Länderspiele (kein Treffer) für Frankreich, davon drei in seiner Zeit bei Lille, eines bei Roubaix-Tourcoing
- mindestens 202 Spiele und 46 Tore in der Division 1, davon mindestens 104/23 für Lille, 25/6 für Roubaix-Tourcoing, 31/12 für Stade Français, 16/2 für Monaco, 26/3 für Marseille[11]